# گیگاچت
گیگاچت یک چت‌بات هوش مصنوعی مولد است که توسط شرکت خدمات مالی روسی اسبربانک توسعه داده شده و در ماه آوریل ۲۰۲۳ راه‌اندازی شد. این نرم‌افزار به عنوان جایگزین روسی چت‌جی‌پی‌تی در نظر گرفته شده است.
این نرم‌افزار هوش مصنوعی می‌تواند طیف متنوعی از وظایف پیچیده شناختی و روزانه، مانند شرکت در بحث‌ها، تولید کد یا متن و پاسخ به سوالات را انجام دهد. این پلتفرم همچنین در تولید گزارش‌های تحلیلی از داده‌های جمع‌آوری‌شده، تسهیل مدیریت حجم انبوه متن، کمک به ایجاد مقالات در قالب‌ها و سبک‌های مشخص و ساده‌سازی بازیابی اطلاعات کمک می‌کند.
در ماه فوریه ۲۰۲۴، گیگاچت بیش از ۲٫۵ میلیون کاربر داشت. ادعا می‌شود که این چت‌بات در مقایسه با سایر چت‌بات‌ها، به زبان روسی بهتر ارتباط برقرار می‌کند و تاکنون ماژول‌های ضعیف‌تری برای پشتیبانی از زبان‌های دیگر دارد.
در ماه دسامبر ۲۰۲۴، قابلیت تولید موسیقی و صدا به گیگاچت اضافه شد و این فرصت در اختیار کاربران قرار گرفت که بدون محدودیت در ژانرها و صداها، آهنگ بسازند.